# Lusia
Lusia est une commune italienne de la province de Rovigo dans la région Vénétie en Italie.

## Administration
| Période                                  | Période | Identité | Étiquette | Qualité |
| ---------------------------------------- | ------- | -------- | --------- | ------- |
|                                          |         |          |           |         |
| Les données manquantes sont à compléter. |         |          |           |         |

### Hameaux
Alberone, Arzaron, Bornio, Ca'Morosini, Cavazzana, Ceresolo-Santa Lucia, Contra' Nova, Garzare, Giare, Marasso, Pioppello, Saline

### Communes limitrophes
Barbona, Lendinara, Rovigo, Sant'Urbano, Villanova del Ghebbo